# Plopeni (Constanța)
Plopeni (antiguamente Cavaclar) es una localidad rumana de la comuna de Chirnogeni, en el condado de Constanța.

## Toponimia
El nombre antiguo del lugar puede encontrarse escrito con las grafías Cavaclar y Cavaklér. Pasó a llamarse Plopeni.

## Historia
Hacia comienzos del siglo XX la localidad, que ya por entonces pertenecía al condado de Constanța, formaba parte de la comuna homónima de Cavaclar y tenía contabilizada una población de 380 habitantes, mayoritariamente búlgaros.
En la segunda mitad del siglo XX la localidad había pasado a pertenecer a la comuna de Chirnogeni. En el censo de 2021 la localidad tenía una población de 1013 habitantes.